# Wehrsteg (München)
Der rund 170 Meter lange Wehrsteg ist eine Fußgängerbrücke über die Isar in München.
Der Steg verläuft über das Wehr VI, das Museumsinsel und Praterinsel verbindet. Durch zehn Wehröffnungen kann hier Wasser von der Großen Isar in die Kleine Isar abgelassen werden. Der heute vorhandene Steg wurde 1966 erbaut. Direkt am nördlichen Ende der Brücke verbinden die Mariannenbrücke und der Kabelsteg die Praterinsel mit dem West- bzw. Ostufer der Isar.
Ein Vorgängerwehr mit Steg bestand schon 1888.

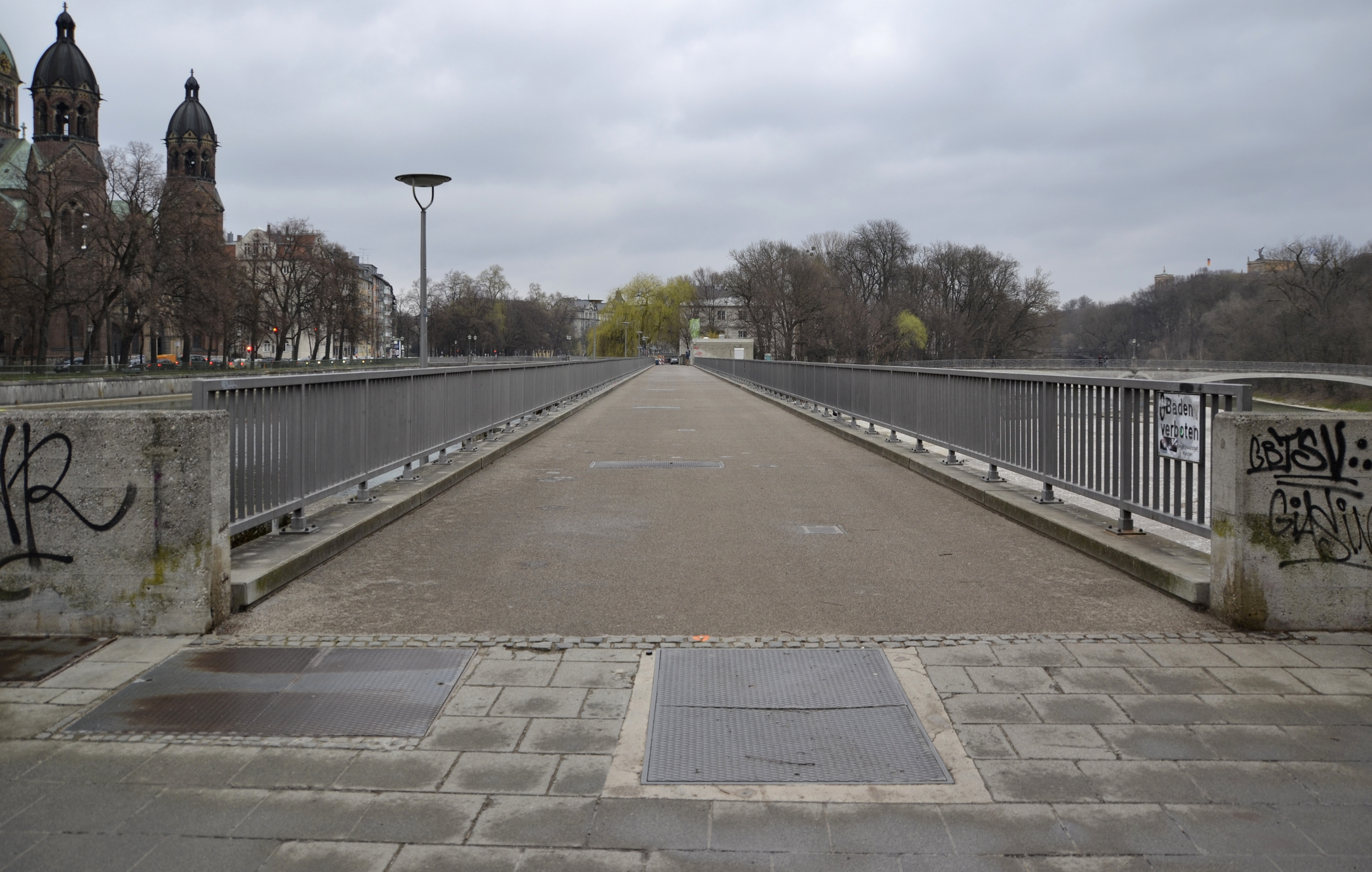
Lauffläche mit Blick nach Norden
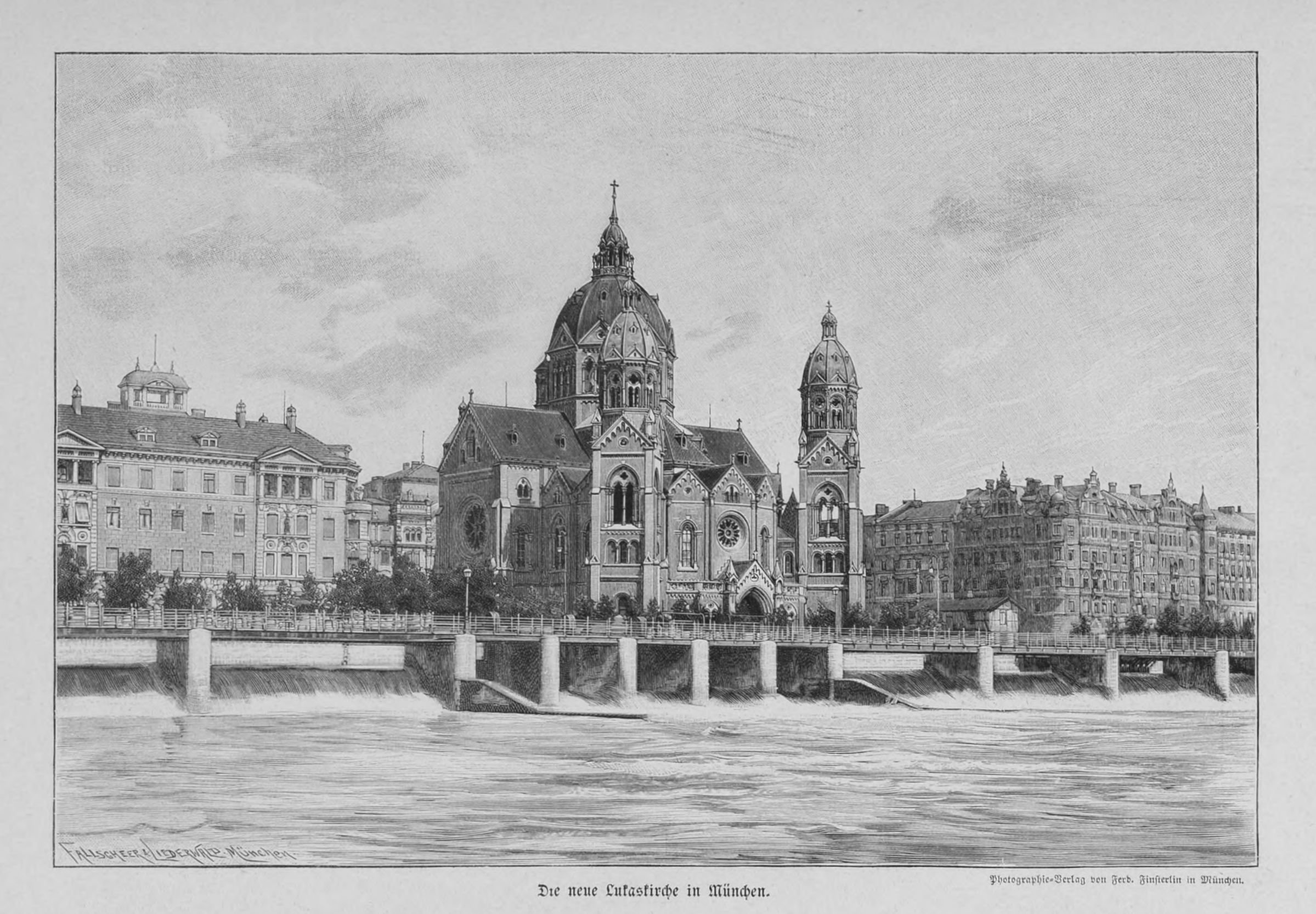
Ansicht des Vorgängerbaus im Jahr 1896.